# Толстые Роги
Толстые Роги (укр. Товсті Роги) — село в Лысянском районе Черкасской области Украины.

## Физико-географическая характеристика

### Географическое положение
- Расположено в 9 км от центра сельского совета с. Босовка.
- Площадь населённого пункта — 124 га.

## Население
- В 1900 году в селе проживало 989 жителей (496 мужчин и 493 женщины), насчитывалось 143 двора и 1 022 десятины земли.
- Численность населения — 126 человек, домов — 96.

### Административное деление
- Село Толстые Роги входит в состав Босовского сельского совета Лысянского района Черкасской области.

## История
- В 1864 году село Толстые Роги принадлежало представителям польского рода — графам Браницким.
- Лаврентий Похилевич в «Сказании о населённых местностях Киевской губернии» (1864 год) пишет: «Деревня Толстые Роги, составляющая с Виноградом один приход, лежит от него на восток в 1 1/2 версте. Жителей обоего пола 766. Как в местечке, так и в деревне живёт множество польской православной шляхты (550 душ обоего пола), на обязательных отношениях к землевладельцу, определяемых произволом последнего. Церковь в местечке Троицкая, деревянная, 4-го класса; земли имеет 90 десятин. Неизвестно когда построена».

## Экономика
- В 1900 году в селе работали 7 ветряных мельниц, запасной хлебный магазин.
- В годы коллективизации образован колхоз «Червоний лан», который позднее объединили с колхозом имени М. М. Литвинова (село Босовка).
- В настоящее время земли Босовского сельского совета арендуют НВФ «Урожай», ТОВ «Приват-агро-Черкассы».

## Здравоохранение
- В настоящее время в селе действует фельдшерско-акушерский пункт.

## Наука и образование
- В 1900 году в селе действовала школа грамоты.

## Культура и искусство
- Сельский клуб.

### Праздники
- 07.07 — Ивана Купалы
- Последняя неделя февраля — Проводы зимы, день села
- 1—7 января — Новогодние и рождественские праздники

## Архитектура и достопримечательности
- В 1900 году действовала православная церковь Троицкая, деревянная, 4-го класса, имеющая земли 90 десятин.